# Erigeron schmalhausenii
Erigeron schmalhausenii là một loài thực vật có hoa trong họ Cúc. Loài này được Popov mô tả khoa học đầu tiên năm 1940.